# Vụ án Vinashin
Vụ án Vinashin là một trong các vụ án kinh tế lớn nhất từ trước tới nay tại Việt Nam, liên quan tới số tiền thất thoát rất lớn. Một loạt các quan chức của Vinashin bị đưa ra xét xử với tội danh "cố ý làm trái các quy định của Nhà nước về quản lý kinh tế gây hậu quả nghiêm trọng" xảy ra tại Tập đoàn Công nghiệp tàu thủy Việt Nam (Vinashin). Phiên xử vào ngày 27/03/2014 tại Hải Phòng.

## Cáo trạng
9 bị cáo được đưa ra xét xử trong vụ án này gồm: Phạm Thanh Bình, nguyên chủ tịch HĐQT kiêm Tổng giám đốc Vinashin; Trần Quang Vũ, nguyên Tổng giám đốc Vinashin; Trần Văn Liêm, nguyên Trưởng ban kiểm soát tập đoàn; Nguyễn Văn Tuyên, nguyên Giám đốc công ty cổ phần Công nghệ tàu thủy Hoàng Anh cùng các bị cáo: Nguyễn Tuấn Dương, Tô Nghiêm, Trịnh Thị Hậu, Hoàng Gia Hiệp, Đỗ Đình Côn là nguyên các cán bộ ở Vinashin.
2 bị can Hồ Ngọc Tùng (nguyên Tổng giám đốc Công ty tài chính TNHH một thành viên Công nghiệp tàu thủy) và Giang Kim Đạt (nguyên Trưởng phòng kinh doanh Công ty vận tải viễn dương Vinashin) đã bỏ trốn.
Theo cáo trạng dài 32 trang của Viện KSND tối cao, bị cáo Phạm Thanh Bình cùng các đồng phạm đã lợi dụng chức vụ, quyền hạn cố ý làm trái các quy định của Nhà nước về quản lý kinh tế trong lĩnh vực đầu tư, quản lý, sử dụng vốn và tài sản của Nhà nước ở năm dự án với tổng thiệt hại trên 910 tỷ đồng.
Các dự án bao gồm:
- Dự án mua tàu Hoa Sen gây thiệt hại cho nhà nước số tiền hơn 469,5 tỷ đồng;

Theo cáo trạng, ông Bình (với tư cách là người tổ chức) và các đồng phạm đã cố ý làm trái khi thực hiện một số hành vi như không thực hiện chỉ đạo của Thủ tướng, phê duyệt mua tàu trước khi lập và thẩm định dự án, không thực hiện thủ tục chào hàng cạnh tranh, không quyết toán vốn dự án… Hậu quả của những hành vi này, theo giám định, đã gây thiệt hại cho Vinashin nói riêng và ngân sách nói chung gần 470 tỷ đồng, trong đó riêng tiền lãi vay và chi phí vay vốn đã lên tới hơn 464 tỷ.
- dự án đầu tư xây dựng nhà máy nhiệt điện Sông Hồng (tỉnh Nam Định) là hơn 316,5 tỷ đồng;
- Dự án đầu tư xây dựng Nhà máy nhiệt điện Diezel Cái Lân gây thiệt hại hơn 66,5 tỷ đồng;
- Dự án đầu tư tàu Bình Định Star gây thiệt hại hơn 30,4 tỷ đồng và
- Việc bán vỏ tàu Bạch Đằng Giang gây thiệt hại hơn 27,3 tỷ đồng.

## Xử án
Ngày 30/8/2012 khi ra tòa án phúc thẩm HĐXX nhận định, hành vi phạm tội của các bị cáo rất nguy hiểm, diễn ra ở nhiều địa phương, gây thiệt hại nghiêm trọng đối với tài sản nhà nước, gây dư luận xấu trong xã hội, làm ảnh hưởng xấu đến môi trường đầu tư.
- Ông Bình bị xử y án 20 năm tù và mức tiền bồi thường (hơn 500 tỷ đồng) với tội Cố ý làm trái quy định nhà nước về quản lý kinh tế gây hậu quả nghiêm trọng[3].Trong các sai phạm tại dự án mua tàu Hoa Sen, Nhiệt điện Sông Hồng (Nam Định) và Nhà máy nhiệt điện Diezel Cái Lân (Quảng Ninh), cựu chủ tịch Vinashin được xác định là người tổ chức, giữ vai trò quyết định.
- Bị cáo Trần Văn Liêm (nguyên Trưởng ban kiểm soát Vinashin, nguyên Giám đốc Công ty Viễn Dương) biết chưa đủ thủ tục đầu tư nhưng vẫn làm theo chỉ đạo của bị cáo Bình, với cương vị chủ dự án mua con tàu Hoa Sen (bị xác định gây thiệt hại hơn 990 tỷ đồng), ông Liêm bị giữ nguyên mức phạt 19 năm tù cùng tiền bồi thường 495 tỷ đồng.
- Tô Nghiêm (nguyên Chủ tịch Công ty TNHH Công nghiệp tàu thủy Cái Lân, Tổng giám đốc Công ty CP Đầu tư phát triển khu kinh tế Hải Hà, Quảng Ninh) bị 18 năm tù. Cơ quan tố tụng cho rằng Tô Nghiêm là chủ đầu tư dự án Nhà máy nhiệt điện Diezel Cái Lân trực tiếp đi khảo sát thiết bị máy móc, biết rõ là cũ nhưng vẫn cùng ông Bình cho nhập về. Khi nhà máy chưa lắp đặt xong, chưa chạy thử đã ký nghiệm thu, bị cáo đã bàn giao thanh toán hết tiền bảo trì cho đối tác nước ngoài. Tô Nghiêm phải bồi thường số tiền 16 tỷ đồng đã gây thiệt hại.
- Nguyễn Văn Tuyên (nguyên giám đốc Công ty Cổ phần Công nghiệp tàu thủy Hoàng Anh) bị 16 năm tù. Nguyễn Văn Tuyên được cho là người khởi xướng, chủ đầu tư dự án Nhà máy nhiệt điện Sông Hồng, phải bồi thường 14 tỷ đồng.
- Trịnh Thị Hậu bị 14 năm tù, vì trực tiếp ký duyệt giải ngân trong các dự án Nhà máy nhiệt điện sông Hồng, dự án đầu tư tàu Bình Định Star (gây thiệt hại hơn 30 tỷ đồng). Riêng trong dự án tàu Hoa Sen, bị cáo đã chuyển tiền đặt cọc và ký công văn bảo lãnh cho Công ty Viễn Dương.
- Hoàng Gia Hiệp (nguyên phó tổng giám đốc Công ty Tài chính TNHH một thành viên Công nghiệp tàu thủy) bị 13 năm tù.
- Trần Quang Vũ (nguyên tổng giám đốc Vinashin, đã nộp 1 tỷ đồng khắc phục một phần hậu quả) 11 năm tù.
- Đỗ Đình Côn (nguyên phó tổng giám đốc Công ty Cổ phần Công nghiệp tàu thủy Hoàng Anh) nhận mức án 10 năm tù.
- Nguyễn Tuấn Dương (nguyên chủ tịch HĐQT Công ty Cổ phần Đầu tư Cửu Long) nhận 3 năm tù về tội "Sử dụng trái phép tài sản"[4].

## Vụ án Giang Kim Đạt
Giang Kim Đạt (sinh năm 1977 tại Thái Thượng, Thái Thụy, Thái Bình) là nguyên Trưởng phòng kinh doanh Công ty vận tải viễn dương Vinashin đã bỏ trốn trong vụ án Vinashin. Cơ quan an ninh sau đó đã phát hiện gia đình của Đạt có tổng cộng 40 nhà biệt thự, căn hộ cao cấp, đất đai trên khắp cả nước cùng nhiều ô tô. Khối tài sản lớn này đều hình thành từ sau thời điểm Đạt đảm nhận cương vị trưởng phòng kinh doanh.
Ngày 15.1.2015, Cơ quan An ninh điều tra đã ra quyết định khởi tố Giang Kim Đạt về tội tham ô tài sản và ra lệnh bắt cha ông Giang Văn Hiển, để điều tra về tội chứa chấp hoặc tiêu thụ tài sản do người khác phạm tội mà có và che giấu tội phạm. Qua cuộc điều tra, công an đã bắt được Đạt vào ngày 7.7.2015. Giang Kim Đạt đã khai nhận hành vi trong hai năm giữ chức vụ Quyền Trưởng phòng Kinh doanh (tháng 5/2006 đến tháng 6/-2008), tham mưu cho Tổng giám đốc Trần Văn Liêm kinh doanh mua bán tàu, khai thác tàu của công ty. Chỉ trong hai năm, Giang Kim Đạt đã tham nhũng số tài sản đặc biệt lớn lên tới 18,6 triệu USD. Trong việc tham mưu cho lãnh đạo mua tàu cũ, Đạt thỏa thuận với các công ty bán tàu hưởng hoa hồng 1%, tiền được chuyển thông qua công ty môi giới mua bán tàu. Tổng số tiền Đạt hưởng lợi từ các giao dịch mua 7 tàu lên đến 1 triệu USD. Khi được giao cho khai thác 9 tàu, Đạt cũng là người trực tiếp đàm phán, ký kết hợp đồng cho thuê tàu, Đạt thỏa thuận với các đối tác nước ngoài giảm giá thuê để hưởng chênh lệch, với tổng số tiền khoảng 17,6 triệu USD.

### Nhận xét
- Phạm Anh Tuấn, Phó trưởng Ban Nội chính Trung ương:"chúng ta phải xem lại cơ chế quản lý kinh tế xã hội, quản lý các doanh nghiệp như thế nào mà để cho một cán bộ chức vụ không cao, nhưng lại tham nhũng được một số lượng tài sản lớn như thế."[7]

## Ảnh hưởng của Vụ án Vinashin
Vụ án Vinashin gây thất thoát rất lớn cho Việt Nam. Vinashin nổi tiếng với khoản nợ trên 4 tỷ đô la và thành biểu tượng của chính sách 'tập đoàn kinh tế' thua lỗ.